# Gilbert Benausse

a Compétitions nationales et continentales officielles uniquement.

b Matchs officiels uniquement.
Gilbert Benausse dit Gijou, né le 21 janvier 1932 à Carcassonne et mort le 24 novembre 2006 dans la même ville, est un joueur international français de rugby à XIII des années 1940 à 1970 évoluant au poste de centre ou de demi d'ouverture. Il est cité comme le meilleur joueur de l'histoire du rugby à XIII français au côté de Puig-Aubert. Son frère René Benausse et son fils Patrice Benausse sont également internationaux français de rugby à XIII.
Formé au rugby à XIII au sein de l'AS Carcassonne qui domine alors le rugby à XIII français, Gilbert Benausse est rapidement titulaire au sein de cette équipe qui accumule les titres : Championnat de France en 1950, 1952 et 1953, et Coupe de France : 1951, 1952. Il rejoint en 1955 pour deux saisons le Toulouse olympique XIII puis en 1957 le FC Lézignan avec lequel il est l'un des artisans des premiers titres remportés par ce dernier : Championnat de France en 1961 et 1963, et la Coupe de France en 1960 et 1967. Il clôt sa carrière au sein de clubs amateurs à Ginestas et Homps.
Parallèlement, il est entre 1951 et 1964 régulièrement appelé en équipe de France comptant 45 sélections, prenant part à la Coupe du monde de 1954 (finaliste) et 1957. Il y remporte la Coupe d'Europe des nations en 1952.
Au côté et après sa carrière sportive, il tient pendant de nombreuses années un magasin de chasse-pêche à Lézignan.

## Biographie familiale
De nature timide, il est considéré comme l'un des grands joueurs de rugby à XIII des années 1950 et 1960. Appelé à succéder à Puig-Aubert, en tant que leader de l'équipe de France, il est l'un des principaux protagonistes de la tournée victorieuse de 1955 en Australie. Il a également disputé deux Coupes du monde : 1954 et 1957. Sa carrière en club n'est pas en reste, il conquit le titre de champion de France sous les couleurs de l'AS Carcassonne XIII (1950, 1952 et 1953) et du FC Lézignan (1961 et 1963) sans compter quatre Coupes de France (1951, 1952, 1960 et 1967)
Son frère René (1926-2013) a joué avec lui au FC Lézignan et a été deux fois international en 1960. Son fils Patrice Benausse a comme lui porté les couleurs des équipes de Lézignan et de Carcassonne, sélectionné dans l'équipe de France à sept reprises entre 1997 et 2001, avant de se consacrer à l'arbitrage.
En 2001, Gilbert Benausse reçoit des mains de Marie-George Buffet, la Ministre de la Jeunesse et des sports, le Prix national de carrière sportive décerné par l’Association française pour un Sport sans Violence et pour le Fair Play,.

## Biographie sportive
Enfant de Carcassonne, c'est naturellement qu'il rejoint la formation l'AS Carcassonne XIII à ses quinze ans. Le club avec à sa tête Puig-Aubert est l'un des clubs dominant championnat de France. Après une année en retrait en raison de douleurs persistantes aux genoux, il intègre l'équipe première puis devient le plus jeune international français de l'histoire à l'âge de dix-huit ans. Précoce, il suit les traces de Puig-Aubert avec qui il débute en équipe de France en 1951 contre la Nouvelle-Zélande. Jugé trop jeune pour être sélectionné pour la tournée de 1951 en Australie et Nouvelle-Zélande, il ne rate pas les tournées de 1955, 1957 et 1960. Sa carrière internationale comprend quarante-huit sélections et est étalée sur treize années, battant l'Australie à six reprises, les Gallois et les Néo-Zélandais à quatre reprises ou les Anglais à une reprise. Il est vice-champion du monde lors de la Coupe du monde 1954.
En club, Gilbert Benausse réalise une carrière exemplaire et prolifique. Après huit années à Carcassonne où il remporte trois Championnats de France en 1950, 1952 et 1953 et deux Coupes de France (1951 et 1952), il rejoint Toulouse XIII en 1955 puis le FC Lézignan en 1957 avec lequel club il rajoute deux nouveaux titres de Championnat (1961 et 1967) et Coupes (1960 et 1967).
Avec ou sans la balle, avec les mains, avec les pieds, en attaque ou en défense, il a laissé une trace dans la mémoire de ceux qui l'ont vu jouer, une trace comme une ombre, elle revit à chaque lever de soleil, « Gijou » fut vraiment le plus grand attaquant du rugby français tous codes confondus.
Dans le civil, Gilbert Benausse dirigera un magasin de chasse-pêche à Lézignan et s'adonne au Ball-trap. À noter que Pierre Albaladejo avait une grande admiration pour ce joueur qu’il considérait comme le plus grand de tous les ouvreurs « tous codes confondus »,.
Il repose au cimetière La Conte de Carcassonne.

## Palmarès
- Collectif :
  - Vainqueur de la Coupe d'Europe des nations : 1952 (France).
  - Vainqueur du Championnat de France : 1950, 1952 et 1953 (Carcassonne), 1961 et 1963 (Lézignan).
  - Vainqueur de la Coupe de France : 1951, 1952 (Carcassonne), 1960 et 1967 (Lézignan).
  - Finaliste du Coupe du monde : 1954 (France).
  - Finaliste du Championnat de France : 1955 (Carcassonne) et 1959 (Lézignan).
  - Finaliste de la Coupe de France : 1961 (Lézignan).

- Individuel : 
  - Désigné meilleur joueur du monde (1960).

### Coupe du monde
| Édition        | Rang      | Résultats France | Résultats Benausse | Matchs Benausse |
| -------------- | --------- | ---------------- | ------------------ | --------------- |
| France 1954    | Finaliste | 2 v, 1 n, 1 d    | 1 v, 1 n, 0 d      | 2/4             |
| Australie 1957 | Quatrième | 1 v, 0 n, 2 d    | 1 v, 0 n, 2 d      | 3/3             |

Légende : v = victoire ; n = match nul ; d = défaite.

### Coupe d'Europe des nations
| Édition | Rang | Résultats France | Résultats Benausse | Matchs Benausse |
| ------- | ---- | ---------------- | ------------------ | --------------- |
| 1952    | 1er  | 2 v 0 n 1 d      | 1 v 0 n 0 d        | 1/3             |
| 1953    | 4e   | 0 v 0 n 3 d      | 0 v 0 n 3 d        | 3/3             |
| 1954    | 3e   | 1 v 0 n 2 d      | 0 v 0 n 1 d        | 1/3             |
| 1956    | 2e   | 1 v 0 n 1 d      | 1 v 0 n 1 d        | 2/2             |

### Détails en sélection
| 1.  | 23 décembre 1951 | Nouvelle-Zélande    | 8-3   | Test-match     | Demi d'ouverture | -  | - | - | - |
| 2.  | 30 décembre 1951 | Nouvelle-Zélande    | 17-7  | Test-match     | Demi d'ouverture | -  | - | - | - |
| 3.  | 6 avril 1952     | Pays de Galles      | 20-12 | Coupe d'Europe | Demi d'ouverture | -  | - | - | - |
| 4.  | 23 novembre 1952 | Autres Nationalités | 10-29 | Coupe d'Europe | Demi d'ouverture | -  | - | - | - |
| 5.  | 27 décembre 1952 | Australie           | 12-16 | Test-match     | Demi d'ouverture | -  | - | - | - |
| 6.  | 11 janvier 1953  | Australie           | 5-0   | Test-match     | Demi de mêlée    | -  | - | - | - |
| 7.  | 25 janvier 1953  | Australie           | 13-5  | Test-match     | Demi d'ouverture | 3  | 1 | - | - |
| 8.  | 11 avril 1953    | Angleterre          | 13-15 | Coupe d'Europe | Demi d'ouverture | -  | - | - | - |
| 9.  | 24 mai 1953      | Grande-Bretagne     | 28-17 | Test-match     | Centre           | -  | - | - | - |
| 10. | 13 décembre 1953 | Pays de Galles      | 23-22 | Coupe d'Europe | Demi d'ouverture | 3  | 1 | - | - |
| 11. | 9 janvier 1954   | États-Unis          | 31-0  | Test-match     | Demi d'ouverture | 6  | 2 | - | - |
| 12. | 27 avril 1954    | Grande-Bretagne     | 8-17  | Test-match     | Centre           | -  | - | - | - |
| 13. | 30 octobre 1954  | Nouvelle-Zélande    | 22-13 | Coupe du monde | Demi d'ouverture | -  | - | - | - |
| 14. | 7 novembre 1954  | Grande-Bretagne     | 13-13 | Coupe du monde | Demi d'ouverture | -  | - | - | - |
| 15. | 11 juin 1955     | Australie           | 8-20  | Tournée        | Arrière          | -  | - | - | - |
| 16. | 2 juillet 1955   | Australie           | 29-28 | Tournée        | Demi d'ouverture | 12 | - | 6 | - |
| 17. | 23 juillet 1955  | Australie           | 8-5   | Tournée        | Demi d'ouverture | -  | - | - | - |
| 18. | 13 août 1955     | Nouvelle-Zélande    | 6-11  | Tournée        | Demi d'ouverture | -  | - | - | - |
| 19. | 19 octobre 1955  | Autres Nationalités | 19-32 | Coupe d'Europe | Demi d'ouverture | 13 | 1 | 5 | - |
| 20. | 8 janvier 1956   | Nouvelle-Zélande    | 24-7  | Test-match     | Demi d'ouverture | 6  | 2 | - | - |
| 21. | 15 janvier 1956  | Nouvelle-Zélande    | 22-31 | Test-match     | Demi d'ouverture | 4  | - | 2 | - |
| 22. | 31 janvier 1956  | Nouvelle-Zélande    | 24-3  | Test-match     | Demi d'ouverture | 3  | 1 | - | - |
| 23. | 11 avril 1956    | Grande-Bretagne     | 10-18 | Test-match     | Demi d'ouverture | 4  | - | 2 | - |
| 24. | 10 mai 1956      | Angleterre          | 23-9  | Coupe d'Europe | Demi d'ouverture | 3  | 1 | - | - |
| 25. | 23 décembre 1956 | Australie           | 8-5   | Test-match     | Demi d'ouverture | 4  | - | 2 | - |
| 26. | 26 janvier 1957  | Grande-Bretagne     | 12-45 | Test-match     | Demi d'ouverture | 6  | - | 3 | - |
| 27. | 3 mars 1957      | Grande-Bretagne     | 19-19 | Test-match     | Demi d'ouverture | 10 | 2 | 2 | - |
| 28. | 10 avril 1957    | Grande-Bretagne     | 14-29 | Test-match     | Demi d'ouverture | 6  | - | 3 | - |
| 29. | 15 juin 1957     | Grande-Bretagne     | 5-23  | Coupe du monde | Demi d'ouverture | 2  | - | 1 | - |
| 30. | 17 juin 1957     | Nouvelle-Zélande    | 14-10 | Coupe du monde | Demi d'ouverture | 8  | - | 4 | - |
| 31. | 22 juin 1957     | Australie           | 9-26  | Coupe du monde | Demi d'ouverture | 9  | 1 | 3 | - |
| 32. | 2 mars 1958      | Grande-Bretagne     | 9-23  | Test-match     | Demi d'ouverture | -  | - | - | - |
| 33. | 1er mars 1959    | Pays de Galles      | 25-8  | Test-match     | Demi d'ouverture | 13 | 1 | 5 | - |
| 34. | 5 avril 1959     | Grande-Bretagne     | 24-15 | Test-match     | Demi d'ouverture | 12 | 2 | 3 | - |
| 35. | 31 octobre 1959  | Australie           | 19-20 | Test-match     | Demi d'ouverture | -  | - | - | - |
| 36. | 6 mars 1960      | Grande-Bretagne     | 20-18 | Test-match     | Centre           | -  | - | - | - |
| 37. | 11 juin 1960     | Australie           | 8-8   | Test-match     | Centre           | -  | - | - | - |
| 38. | 28 janvier 1961  | Grande-Bretagne     | 8-27  | Test-match     | Demi d'ouverture | -  | - | - | - |
| 39. | 11 novembre 1961 | Nouvelle-Zélande    | 6-6   | Test-match     | Demi d'ouverture | -  | - | - | - |
| 40. | 19 novembre 1961 | Nouvelle-Zélande    | 2-23  | Test-match     | Centre           | -  | - | - | - |
| 41. | 9 décembre 1961  | Nouvelle-Zélande    | 5-5   | Test-match     | Demi d'ouverture | -  | - | - | - |
| 42. | 17 février 1962  | Grande-Bretagne     | 20-15 | Test-match     | Demi d'ouverture | 14 | 2 | 4 | - |
| 43. | 11 mars 1962     | Grande-Bretagne     | 23-13 | Test-match     | Demi d'ouverture | 10 | - | 5 | - |
| 44. | 17 novembre 1962 | Angleterre          | 6-18  | Test-match     | Demi d'ouverture | 6  | - | 3 | - |
| 45. | 2 décembre 1962  | Grande-Bretagne     | 17-12 | Test-match     | Demi d'ouverture | 8  | - | 4 | - |
| 46. | 18 janvier 1964  | Australie           | 8-16  | Test-match     | Centre           | -  | - | - | - |

#### Statistiques
| Saison    | Saison                  | Championnat           | Championnat | Coupe           | Coupe      | Sélection | Sélection | Sélection | Sélection | Sélection | Sélection | Sélection |
| Saison    | Saison                  | Comp.                 | Class.      | Comp.           | Class.     | Comp.     | M         | Pts       | Ess.      | Buts      | Dp.       |           |
| --------- | ----------------------- | --------------------- | ----------- | --------------- | ---------- | --------- | --------- | --------- | --------- | --------- | --------- | --------- |
| 1950-1951 | AS Carcassonne          | Championnat de France | 1/2 finale  | Coupe de France | Vainqueur  |           |           |           |           |           |           |           |
| 1951-1952 | AS Carcassonne          | Championnat de France | Champion    | Coupe de France | Vainqueur  |           | 3         | -         | -         | -         | -         |           |
| 1952-1953 | AS Carcassonne          | Championnat de France | Champion    | Coupe de France | 1/4 finale |           | 6         | 3         | 1         | -         | -         |           |
| 1953-1954 | AS Carcassonne          | Championnat de France | 7e          | Coupe de France | 1/4 finale |           | 3         | 9         | 3         | -         | -         |           |
| 1954-1955 | AS Carcassonne          | Championnat de France | Finaliste   | Coupe de France | 1/8 finale |           | 6         | 12        | -         | 6         | -         |           |
| 1955-1956 | Toulouse olympique XIII | Championnat de France | 8e          | Coupe de France | 1/2 finale |           | 6         | 34        | 5         | 9         | -         |           |
| 1956-1957 | Toulouse olympique XIII | Championnat de France | 8e          | Coupe de France | 1/4 finale |           | 7         | 47        | 3         | 18        | -         |           |
| 1957-1958 | FC Lézignan             | Championnat de France | 5e          | Coupe de France | 1/4 finale |           | 1         | -         | -         | -         | -         |           |
| 1958-1959 | FC Lézignan             | Championnat de France | Finaliste   | Coupe de France | 1/4 finale |           | 2         | 25        | 3         | 8         | -         |           |
| 1959-1960 | FC Lézignan             | Championnat de France | 6e          | Coupe de France | Vainqueur  |           | 3         | -         | -         | -         | -         |           |
| 1960-1961 | FC Lézignan             | Championnat de France | Champion    | Coupe de France | Finaliste  |           | 1         | -         | -         | -         | -         |           |
| 1961-1962 | FC Lézignan             | Championnat de France | 1/4 finale  | Coupe de France | 1/2 finale |           | 5         | 24        | 2         | 9         | -         |           |
| 1962-1963 | FC Lézignan             | Championnat de France | Champion    | Coupe de France | 1/4 finale |           | 2         | 14        | -         | 7         | -         |           |
| 1963-1964 | FC Lézignan             | Championnat de France | 1/4 finale  | Coupe de France | 1/4 finale |           | 1         | -         | -         | -         | -         |           |
| 1964-1965 | FC Lézignan             | Championnat de France | 1/4 finale  | Coupe de France | 1/4 finale |           |           |           |           |           |           |           |
| 1965-1966 | FC Lézignan             | Championnat de France | 1/4 finale  | Coupe de France | Vainqueur  |           |           |           |           |           |           |           |
| 1966-1967 | FC Lézignan             | Championnat de France | 1/4 finale  | Coupe de France | 1/8 finale |           |           |           |           |           |           |           |
| 1967-1968 | FC Lézignan             | Championnat de France | 1/4 finale  | Coupe de France | 1/4 finale |           |           |           |           |           |           |           |

## Hommage
Le stade de Romieu de Carcassonne a été rebaptisé complexe Gilbert-Benausse. Le 24 janvier 2010, dans le cadre des 70 ans de l'AS Carcassonne XIII, il est élu par les supporters dans l'équipe de légende de l'ASC,.